# Sobre la línia: la història de Richard Williams
Sobre la línia: la història de Richard Williams (títol original en anglès, On the Line: The Richard Williams Story) és un documental estatunidenc del 2022, escrit i dirigit per Stuart McClave. S'hi perfila patriarca del tenis Richard Williams, pare i entrenador de Venus Williams i Serena Williams. S'ha doblat al català per a la plataforma 3Cat.
Es va projectar al Festival de Cinema de Tribeca el 12 de juny de 2022 i es va estrenar internacionalment al Sheffield DocFest el 17 de juny de 2023.